# Бюлер, Луана
Луана Кьяра Бюлер (нем. Luana Chiara Bühler; род. 28 апреля 1996, Альтисхофен, Люцерн) — швейцарская футболистка, защитник английского клуба «Тоттенхэм Хотспур» и сборной Швейцарии.

## Клубная карьера
Молодёжную карьеру Бюлер начала в футбольном клубе «Шётц». В июле 2012 года она перешла в «Кринс» из Национальной лиги А, где в ноябре того же года сыграла свою первую игру за основную команду в Кубке Швейцарии. В 2014 году её команда вошла в состав клуба «Люцерн». В 2016 году ей пришлось сделать паузу почти на год из-за второго после 2011 года разрыва крестообразной связки. В 2017 году она перешла в «Цюрих», за который также играла в Лиге чемпионов. В 2018 году она выиграла с клубом золотой дубль. Летом 2018 года она перешла в «Хоффенхайм» из немецкой Бундеслиги.
В сезоне 2023/2024 она подписала контракт сроком до 30 июня 2025 года с английским клубом «Тоттенхэм Хотспур».

## Международная карьера
28 февраля 2018 года Бюлер дебютировала за национальную сборную Швейцарии в матче Кубка Кипра против сборной Италии (0:3). Она выступала за сборную в отборочном турнире чемпионата мира 2019 года. Она была включена в состав сборной на чемпионат Европы 2022 года в Англии, где в двух из трёх матчей группового раунда сыграла в основном составе, и на чемпионат мира 2023 года в Австралии и Новой Зеландии.

## Личная жизнь
Бюлер выросла в Альтисхофене с пятью братьями и сестрами. В 2019 году получила степень бакалавра делового администрирования в Цюрихском университете. С тех пор она получила степень магистра по тому же предмету.

## Статистика

### Клубная
| Клуб              | Сезон      | Лига                | Лига  | Лига | Кубок | Кубок | Кубок лиги | Кубок лиги | Континент | Континент | Итог  | Итог |
| Клуб              | Сезон      | Дивизион            | Матчи | Голы | Матчи | Голы  | Матчи      | Голы       | Матчи     | Голы      | Матчи | Голы |
| ----------------- | ---------- | ------------------- | ----- | ---- | ----- | ----- | ---------- | ---------- | --------- | --------- | ----- | ---- |
| Цюрих             | 2016/17    | Национальная лига А | 5     | 0    | 1     | 0     | —          | —          | 0         | 0         | 6     | 0    |
| Цюрих             | 2017/18    | Национальная лига А | 17    | 3    | 4     | 0     | —          | —          | 4         | 0         | 25    | 3    |
| Цюрих             | Итог       | Итог                | 22    | 3    | 5     | 0     | —          | —          | 4         | 0         | 31    | 3    |
| Хоффенхайм        | 2018/19    | Бундеслига          | 18    | 1    | 4     | 0     | —          | —          | —         | —         | 22    | 1    |
| Хоффенхайм        | 2019/20    | Бундеслига          | 13    | 2    | 1     | 0     | —          | —          | —         | —         | 14    | 2    |
| Хоффенхайм        | 2020/21    | Бундеслига          | 18    | 1    | 2     | 0     | —          | —          | —         | —         | 20    | 1    |
| Хоффенхайм        | 2021/22    | Бундеслига          | 16    | 1    | 1     | 0     | —          | —          | 8         | 1         | 25    | 2    |
| Хоффенхайм        | 2022/23    | Бундеслига          | 17    | 0    | 2     | 0     | —          | —          | —         | —         | 19    | 0    |
| Хоффенхайм        | Итог       | Итог                | 82    | 5    | 10    | 0     | —          | —          | 8         | 1         | 100   | 6    |
| Тоттенхэм Хотспур | 2023/24    | Суперлига           | 9     | 0    | 0     | 0     | 1          | 0          | —         | —         | 10    | 0    |
| Общий итог        | Общий итог | Общий итог          | 113   | 8    | 15    | 0     | 1          | 0          | 12        | 1         | 141   | 9    |

1. ↑  Включая Кубок Швейцарии, Кубок Германии, Кубок Англии
2. ↑  Включая Кубок футбольной лиги Англии
3. ↑  Включая Лигу чемпионов

### Международная
| Сборная   | Год  | Матчи | Голы |
| --------- | ---- | ----- | ---- |
| Швейцария | 2018 | 10    | 0    |
| Швейцария | 2019 | 4     | 0    |
| Швейцария | 2020 | 3     | 0    |
| Швейцария | 2021 | 9     | 0    |
| Швейцария | 2022 | 8     | 1    |
| Швейцария | 2023 | 12    | 0    |
| Итог      | Итог | 46    | 1    |

### Гол за сборную
| Дата            | Место                                    | Соперник | Счёт | Результат | Турнир                  |
| --------------- | ---------------------------------------- | -------- | ---- | --------- | ----------------------- |
| 6 сентября 2022 | «Стад де ля Тюильер», Лозанна, Швейцария | Молдова  | 3–0  | 15–0      | Квалификация на ЧМ 2023 |

## Достижения

### «Цюрих»
- Чемпионка Швейцарии: 2018
- Обладательница Кубка Швейцарии: 2018